# Valószínűségi áramsűrűség
A kvantummechanikában a valószínűségi áram (néha valószínűségi fluxus) a valószínűségi sűrűség áramlását írja le. Ha az ember a valószínűségi sűrűséget egy folyadéknak képzeli, akkor a valószínűségi áram ezen folyadék áramlásának erőssége (sűrűség szorozva a sebességgel).

## Definíció
A valószínűségi áramot a következőképpen definiáljuk helybázison:
{\displaystyle {\vec {j}}={\frac {\hbar }{2mi}}\left(\Psi ^{*}{\vec {\nabla }}\Psi -\Psi {\vec {\nabla }}\Psi ^{*}\right)}
ami kielégíti a kontinuitási egyenletet:
{\displaystyle {\frac {\partial \rho }{\partial t}}+{\vec {\nabla }}\cdot {\vec {j}}=0}
ahol a {\displaystyle \rho \,} valószínűségi sűrűség definíciója:
{\displaystyle \rho =|\Psi |^{2}\,}.
A divergenciatétel miatt a kontinuitási egyenlet a következő integrálegyenlettel ekvivalens:
{\displaystyle {\frac {\partial }{\partial t}}\int _{V}|\Psi |^{2}dV+\int _{S}{\vec {j}}\cdot {\vec {dA}}=0}
ahol {\displaystyle V} tetszőleges térfogat és {\displaystyle S} a határfelülete. Ez a kvantummechanika valószínűség-megmaradásának törvénye, ami azt fejezi ki, hogy a részecske megtalálási valószínűsége a {\displaystyle V} térfogatban úgy növekszik, ahogy a valószínűség beáramlik.

## Példák

### Síkhullám
A háromdimenzióbeli síkhullám
{\displaystyle \Psi =e^{i{\vec {k}}\cdot {\vec {r}}}}
valószínűségi árama:
{\displaystyle {\vec {j}}={\frac {\hbar }{2mi}}\left(e^{-i{\vec {k}}\cdot {\vec {r}}}{\vec {\nabla }}e^{i{\vec {k}}\cdot {\vec {r}}}-e^{i{\vec {k}}\cdot {\vec {r}}}{\vec {\nabla }}e^{-i{\vec {k}}\cdot {\vec {r}}}\right)={\frac {\hbar {\vec {k}}}{m}}.}
ami nem más, mint a részecske impulzusa
{\displaystyle {\vec {p}}=\hbar {\vec {k}}}
osztva a tömegével, azaz a "sebessége" (amennyibe a kvantummechanikai részecskeének van egyáltalán sebessége). Vegyük észre, hogy a valószínűségi áram nem nulla annak ellenére, hogy a síkhullámok stacionárius állapotok és így
{\displaystyle {\frac {d|\Psi |^{2}}{dt}}=0\,}
mindenhol. Ez mutatja, hogy a részecske "mozgásban" lehet akkor is, ha a térbeli valószínűségi sűrűségének nincs explicit időfüggése.

### Részecske egy dobozban
Tekintsük egy dimenzióban egy {\displaystyle L} hosszúságú dobozban levő részecske energia sajátállapotait:
{\displaystyle \Psi _{n}={\sqrt {\frac {2}{L}}}\sin \left({\frac {n\pi }{L}}x\right)}
A kapcsolódó valószínűségi áram:
{\displaystyle j_{n}={\frac {\hbar }{2mi}}\left(\Psi _{n}^{*}{\frac {\partial \Psi _{n}}{\partial x}}-\Psi _{n}{\frac {\partial \Psi _{n}^{*}}{\partial x}}\right)=0}
mivel {\displaystyle \Psi _{n}=\Psi _{n}^{*}.}

## A kontinuitási egyenlet származtatása
Vezessük le a kontinuitási egyenletet a valószínűségi áram definíciójából és a kvantummechanika elveiből. Tegyük fel, hogy {\displaystyle \Psi \,} egy részecske hullámfüggvénye helybázison (azaz {\displaystyle \Psi \,} {\displaystyle x}, {\displaystyle y}, z {\displaystyle z} függvénye). Ekkor 
{\displaystyle P=\int _{V}|\Psi |^{2}dV\,}
annak a valószínűsége hogy a részecske helymérése V-n belüli értéket ad. Ennek időderiváltja
{\displaystyle {\frac {dP}{dt}}={\frac {\partial }{\partial t}}\int _{V}|\Psi |^{2}dV=\int _{V}\left({\frac {\partial \Psi }{\partial t}}\Psi ^{*}+\Psi {\frac {\partial \Psi ^{*}}{\partial t}}\right)dV}
ahol {\displaystyle V} alakjáról feltesszük, hogy nem függ az időtől. Vegyük az időfüggő Schrödinger-egyenletet
{\displaystyle i\hbar {\frac {\partial \Psi }{\partial t}}={\frac {-\hbar ^{2}}{2m}}\nabla ^{2}\Psi +V\Psi }
és fejezzük ki belőle {\displaystyle \Psi \,} időderiváltját
{\displaystyle {\frac {\partial \Psi }{\partial t}}={\frac {i\hbar }{2m}}\nabla ^{2}\Psi -{\frac {i}{\hbar }}V\Psi }
Ezt helyettesítsük vissza az előző egyenletbe:
{\displaystyle {\frac {dP}{dt}}=-\int _{V}{\frac {\hbar }{2mi}}\left(\Psi ^{*}\nabla ^{2}\Psi -\Psi \nabla ^{2}\Psi ^{*}\right)dV}.
Használjuk ki a következő azonosságot:
{\displaystyle \nabla \cdot \left(\Psi ^{*}{\vec {\nabla }}\Psi -\Psi {\vec {\nabla }}\Psi ^{*}\right)={\vec {\nabla }}\Psi ^{*}\cdot {\vec {\nabla }}\Psi +\Psi ^{*}\nabla ^{2}\Psi -{\vec {\nabla }}\Psi \cdot {\vec {\nabla }}\Psi ^{*}-\Psi {\vec {\nabla }}^{2}\Psi ^{*}}
és mivel az első és a harmadik tag kiejtik egymást:
{\displaystyle {\frac {dP}{dt}}=-\int _{V}{\vec {\nabla }}\cdot {\frac {\hbar }{2mi}}\left(\Psi ^{*}{\vec {\nabla }}\Psi -\Psi {\vec {\nabla }}\Psi ^{*}\right)dV}
Ha most vesszük {\displaystyle P} eredeti kifejezését is és észrevesszük, hogy a divergenciaoperátor argumentuma éppen {\displaystyle {\vec {j}}}, akkor azt kapjuk, hogy:
{\displaystyle \int _{V}\left({\frac {\partial |\Psi |^{2}}{\partial t}}+{\vec {\nabla }}\cdot {\vec {j}}\right)dV=0}
ami a kontinuitási egyenlet integrálalakja. A differenciálalak abból következik, hogy ez az egyenlet minden {\displaystyle V} térfogatra igaz, és ezért az integrandusnak mindenhol el kell tűnnie:
{\displaystyle {\frac {\partial |\Psi |^{2}}{\partial t}}+{\vec {\nabla }}\cdot {\vec {j}}=0.}